# Guardia Nacional (Chile)
La Guardia Nacional ha sido la denominación dada por los historiadores chilenos a varias organizaciones de tipo milicias creadas o alentadas por el estado tanto durante la colonia como la república. Sus funciones han sido variadas, algunas explícitas otras veladas. 

## Antecedentes
Mientras un ejército profesional es pagado y ejercita sus funciones a diario y en caso de guerra puede ser enviado a lejanas misiones, el concepto de guardia nacional prevé que los habitantes, civiles, de una región se armen y preparen de modo de asistir al ejército profesional en la defensa del territorio donde viven en caso de necesidad. Este concepto tiene para el estado ventajas económicas aunque en general los milicianos o cívicos nunca alcanzan la disciplina y el profesionalismo de un ejército pagado. Tiene además, consecuencias políticas y sociales puesto que el gobierno puede influir directamente sobre los civiles acuartelados.

## Durante la Monarquía Hispánica
El historiador chileno Mario Góngora cita una orden de octubre de 1540 de las autoridades de la isla La Española para que los vecinos se armen, si pueden tengan caballos y hagan ejercicios tres veces al año En 1609 se creó en Santiago el "Batallón de Comercio", constituido por comerciantes. En el siglo XVII, la "milicia" llegó a tener unos 3.680 hombres entre La Serena y Chiloé. Varios son los cambios que registra la historia y que afectaron, tardíamente, a la más lejana de los territorios españoles en América. Por ejemplo, en 1797 se autorizó a la Capitanía General de Chile a nombrar autónomamente oficiales para puestos vacantes que de otra manera permanecían vacíos hasta que la decisión y su conocimiento llegaban a Chile desde España.
Además de fama, la milicia otorgaba fuero judicial puesto que ni a ellos ni a sus mujeres e hijos, ni siquiera a sus criados podía un juez llamarlos a su tribunal en causas civiles o criminales que contra ellos se suscitaron, excepto las de desafuero.
Durante la monarquía, sus objetivos eran la defensa territorial contra levantamientos indígenas, contra piratas ingleses y holandeses. Diego Barros Arana lo describe: "Los milicianos guarnecían las ciudades en que no había tropa de línea, recibiendo una módica gratificación por cada día de servicio; y estaban obligados a acuartelarse y a marchar donde se les mandase cada vez que hubiera peligro de invasión extranjera o de conmoción interior. En diversas ocasiones se sacaron destacamentos más o menos considerables de Santiago para enviarlos a reforzar las tropas que defendían Valdivia".

## Durante las guerras de independencia y los primeros años de la República
Los sucesos acaecidos en Buenos Aires en 1806 durante las Invasiones Inglesas que fueron rechazadas no por el ejército profesional español sino por las milicias, fue conocido en Santiago, donde se intensificaron los ejercicios. Finalmente, se diría que "como la defensa imperial fue poco a poco confiada a la milicia criolla, España modeló un arma que finalmente sería utilizada contra ella".
Durante las guerras de la independencia es difícil diferenciar entre el ejército profesional y organizaciones creadas y financiadas por latifundistas de uno u otro bando. De hecho, el brigadier Antonio Pareja llegó al sur de Chile solo con un cuadro de oficiales y suboficiales con los que formó el ejército realista que acabaría la Patria Vieja.

## Durante la República
Los azarosos comienzos de la república no dieron tregua para dar un marco legal a las milicias ni al ejército. La Ordenanza General del Ejército de Chile (1839) llegaría mucho más tarde. Los primeros gobiernos consideraban natural la participación de los habitantes en las tareas de defensa y así lo estipularon en los variantes cuerpos legales de las dos primeras décadas de la república. Las constituciones de 1818 y 1822 no contienen detalles sino solo lemas generales:: 74 
- El proyecto de constitución provisoria publicado el 10 de agosto de 1818 incluye entre las cualidades del buen patriota está la de ser "un buen soldado".
- La constitución del 30 de octubre de 1822 coloca en manos del director supremo "la organización y dirección de los ejércitos, armada y milicias".

La constitución de 1823 determina con mayor precisión la organización y control de las milicias. Considera la participación en las milicias un mérito moral e indica que todos los chilenos son "defensores del estado" y que deben servir durante 5 años en las "milicias nacionales" presentes en cada delegación del territorio y será función del intendente inspecionarla y nombrar los oficiales subalternos. Los jefes los nombrará de acuerdo con la asamblea regional.(p 75)
La constitución de 1828 determina que "todo chileno en estado de cargar armas debe estar inscrito en los registros de la milicia, si no están especialmente exceptuados por la ley".
La organización de la república era interrumpida una y otra vez por revueltas militares de caudillos que reclamaban por sueldos impagos o buscaban protagonismo político.: 76 

### LaGuardia Nacionalde Portales
A partir de la Batalla de Lircay comenzó un proceso de reducción del ejército profesional, más bien de sus oficiales liberales, y simultáneamente de fortalecimiento de las milicias que pasaron a servir de resguardo del gobierno ante potenciales amenazas de caudillos militares. La milicia ya no era un complemento del ejército sino su contrapeso. Diego Portales impulsó la organización, apertrechamiento y disciplina de las nuevas milicias, pero también de su educación cívica por medio de uniformes, bandas de música, desfiles, ejercicios y juramentos, es decir, aprender a venerar los símbolos del estado.: 88–89 
Además de resguardar el gobierno, las milicias cumplían labores de prevención policial, resguardo de cárceles y patrullaje rural: 93  La prueba de fuego de las milicias fue el Motín de Quillota que fue sofocado por las milicias reunidas inmediatamente tras la señal (un disparo de cañón) acordada.
A pesar de sus éxito, hacia fines de la cuarta década del siglo XIX, la opinión pública comenzó a observar, a propósito de los resultados de la elección parlamentaria de 1849, la docilidad de la Guardia Nacional ante el poder del ejecutivo. El cohecho y la coacción electoral y el deseo de más libertades civiles pusieron en tela de juicio la participación de estos cuerpos civiles en la disputa política. Las acusaciones de utilización política de las milicias continuaron hasta fines del siglo.
La Guardia Nacional creada por Diego Portales tenía el fin explícito de amagar cualquier intento de revuelta en el ejército profesional, aunque indudablemente también fue un factor de control social y electoral durante el periodo portaliano.
En 1846 se crearon dos brigadas cívicas de bomberos.: 103 

### La Guerra del Pacífico
Desde el comienzo de la guerra, la guardia nacional aportó contingente con algún grado de preparación militar pero en todo caso con una marcada identificación nacional. 

### La Milicia Republicana
La Milicia Republicana fue una milicia de cincuenta a ochenta mil civiles y que se opuso tenazmente a que los militares volvieran a incursionar en la arena política, en clara respuesta al golpe de Estado de 1932 y posterior formación de la República Socialista de Chile, en la cual militares del aire se tomaron el poder. El 13 de octubre de 1934 más de cuarenta mil de sus miembros desfilaron en Santiago como muestra de su poderío.

## Consecuencias
El historiador Roberto Hernández Ponce, refiriéndose a la actitud de los combatientes chilenos en la Guerra del Pacífico, sobre todo en comparación con los del otro bando, afirma:
Un alto porcentaje de estos numerosos combatientes [chilenos] procedían de los batallones de cívicos que recibían instrucción los días domingos y festivos. La Guardia Nacional a pesar de todas sus limitaciones, fue un crisol que lenta e imperceptiblemente contribuyó, junto a otros factores, a educar el sentido de Patria.: 58 